# 塞韦里尼夫卡 (布恰区)
50°24′53″N 29°58′14″E / 50.41472°N 29.97056°E
塞韋里尼夫卡（烏克蘭語：Северинівка）是位於烏克蘭北部的村莊，由基辅州布恰区的馬卡里夫市鎮負責管轄。該村面積0.06平方公里，海拔高度177米，2001年人口269，人口密度每平方公里4,483.3人。